# Aeroport Internacional Francisco Mendes
L'Aeroport Internacional Francisco Mendes va ser un aeroport situat a la illa de Santiago a Cap Verd. Va ser inaugurat el 1961, i rep el seu nom del nacionalista africà Francisco Mendes. Es trobava a uns dos quilòmetres del centre de Praia en la part sud-est de l'illa de Santiago.
A la fi de 2005, l'aeroport va ser clausurat, i reemplaçat pel nou Aeroport Internacional Nelson Mandela.